# Vipera dinniki
Vipère de Dinnik
Espèce
Synonymes
- Vipera berus dinniki Nikolsky, 1913
- Vipera tigrina Tzarewsky, 1916
- Vipera ursini kaznakovi Knoepffer & Sochurek, 1955
- Vipera kaznakovi orientalis Vedmederja, 1984
- Montivipera dinniki (Nikolsky, 1913)

Statut de conservation UICN

 VU B1ab(iii,v) : Vulnérable
Vipera dinniki, aussi appelée Vipère de Dinnik, est une espèce de serpents de la famille des Viperidae.

## Répartition
Cette espèce se rencontre jusqu'à 3 000 m d'altitude dans le sud de la Russie, en Géorgie et en Azerbaïdjan.

## Description
C'est un serpent venimeux.

## Étymologie
Le nom de cette espèce, dinniki, est dédié à Nikolai Yakovlevich Dinnik, un herpétologiste russe qui étudia les serpents.

## Publication originale
- Nikolsky, 1913 : Herpetologia caucasica. Tiflis (Museum caucasicum), p. 1-272.